# LHCGR
LHCGR, luteinizirajući hormon/horiogonadotropinski receptor, lutropin/horiogonadotropinski receptor (LCGR) ili receptor luteinizirajućeg hormona (LHR), je transmembranski receptor nađen u jajnicima, testisima i ekstragonodalnim organima kao što je materica. Ovaj receptor interaguje sa luteinizirajućim hormonom (LH) i horionskim gonadotropinima (kao što je  kod čoveka). On je član familije G protein-spregnutih receptora. Njegova aktivacija je neophodna za funkcionisanje hormona tokom reprodukcije.

## gen
gen je nađen na hromozomu 2 p21 kod ljudi, blizo gena  receptora. On se sastoji od 70 kbp (versus 54 kpb za FSHR). Gen je sličan genima FSH i TSH receptora.

## Struktura receptora
se sastoji od 674 aminokiselina i ima molekulsku masu od oko 85–95 kDa u zavisnosti od stepena glikozilacije.

##LHCGR abnormalnosti
Mutacije koje dovode do gubitka funkcije ovog receptora mogu da dovedu do neplodnosti kod žena. Opsežna inaktivacija može da uzrokuje pseudohermafroditizam muškaraca, zbog odsustva responsa fetalnih Leidigovih ćelija i stoga indukuje maskulinizacije. Inaktivacija manje jačine može da dovede do hipospadije ili do razvoja mikropenisa.

## Istorija
Alfred G. Gilman i Martin Rodbel su nagrađeni Nobelovom nagradom za fiziologiju ili medicinu 1994. za otkriće G proteinskog sistema.

## Interakcije
Za luteinizirajući hormon/horiogonadotropinski receptor da interaguje sa GIPC1.

## Literatura
- Ji TH, Ryu KS, Gilchrist R, Ji I (1997). „Interaction, signal generation, signal divergence, and signal transduction of LH/CG and the receptor.”. Recent Prog. Horm. Res. 52: 431—53; discussion 454. PMID 9238862.
- Dufau ML (1998). „The luteinizing hormone receptor.”. Annu. Rev. Physiol. 60: 461—96. PMID 9558473. doi:10.1146/annurev.physiol.60.1.461.
- Ascoli M, Fanelli F, Segaloff DL (2002). „The lutropin/choriogonadotropin receptor, a 2002 perspective.”. Endocr. Rev. 23 (2): 141—74. PMID 11943741. doi:10.1210/er.23.2.141.
- Amsterdam A; Hanoch T; Dantes A;  . (2003). „Mechanisms of gonadotropin desensitization.”. Mol. Cell. Endocrinol. 187 (1-2): 69—74. PMID 11988313. doi:10.1016/S0303-7207(01)00701-8.
- Fanelli F, Puett D (2003). „Structural aspects of luteinizing hormone receptor: information from molecular modeling and mutagenesis.”. Endocrine. 18 (3): 285—93. PMID 12450321. doi:10.1385/ENDO:18:3:285.
- Latronico AC, Segaloff DL (2007). „Insights learned from L457(3.43)R, an activating mutant of the human lutropin receptor.”. Mol. Cell. Endocrinol. 260-262: 287—93. PMC 1785107 . PMID 17055147. doi:10.1016/j.mce.2005.11.053.
- Nagayama Y; Russo D; Wadsworth HL;  . (1991). „Eleven amino acids (Lys-201 to Lys-211) and 9 amino acids (Gly-222 to Leu-230) in the human thyrotropin receptor are involved in ligand binding.”. J. Biol. Chem. 266 (23): 14926—30. PMID 1651314.
- Jia XC; Oikawa M; Bo M;  . (1991). „Expression of human luteinizing hormone (LH) receptor: interaction with LH and chorionic gonadotropin from human but not equine, rat, and ovine species.”. Mol. Endocrinol. 5 (6): 759—68. PMID 1922095. doi:10.1210/mend-5-6-759.
- Minegishi T; Nakamura K; Takakura Y;  . (1990). „Cloning and sequencing of human LH/hCG receptor cDNA.”. Biochem. Biophys. Res. Commun. 172 (3): 1049—54. PMID 2244890. doi:10.1016/0006-291X(90)91552-4.
- Rousseau-Merck MF; Misrahi M; Atger M;  . (1991). „Localization of the human luteinizing hormone/choriogonadotropin receptor gene (LHCGR) to chromosome 2p21.”. Cytogenet. Cell Genet. 54 (1-2): 77—9. PMID 2249480. doi:10.1159/000132962.
- Xie YB, Wang H, Segaloff DL (1991). „Extracellular domain of lutropin/choriogonadotropin receptor expressed in transfected cells binds choriogonadotropin with high affinity.”. J. Biol. Chem. 265 (35): 21411—4. PMID 2254302.
- Frazier AL; Robbins LS; Stork PJ;  . (1991). „Isolation of TSH and LH/CG receptor cDNAs from human thyroid: regulation by tissue specific splicing.”. Mol. Endocrinol. 4 (8): 1264—76. PMID 2293030. doi:10.1210/mend-4-8-1264.
- Keutmann HT; Charlesworth MC; Mason KA;  . (1987). „A receptor-binding region in human choriogonadotropin/lutropin beta subunit.”. Proc. Natl. Acad. Sci. U.S.A. 84 (7): 2038—42. PMC 304579 . PMID 3470775. doi:10.1073/pnas.84.7.2038.
- Atger M; Misrahi M; Sar S;  . (1995). „Structure of the human luteinizing hormone-choriogonadotropin receptor gene: unusual promoter and 5' non-coding regions.”. Mol. Cell. Endocrinol. 111 (2): 113—23. PMID 7556872. doi:10.1016/0303-7207(95)03557-N.
- Latronico AC; Anasti J; Arnhold IJ;  . (1995). „A novel mutation of the luteinizing hormone receptor gene causing male gonadotropin-independent precocious puberty.”. J. Clin. Endocrinol. Metab. 80 (8): 2490—4. PMID 7629248. doi:10.1210/jc.80.8.2490.
- Shenker A; Laue L; Kosugi S;  . (1993). „A constitutively activating mutation of the luteinizing hormone receptor in familial male precocious puberty.”. Nature. 365 (6447): 652—4. PMID 7692306. doi:10.1038/365652a0.
- Yano K; Saji M; Hidaka A;  . (1995). „A new constitutively activating point mutation in the luteinizing hormone/choriogonadotropin receptor gene in cases of male-limited precocious puberty.”. J. Clin. Endocrinol. Metab. 80 (4): 1162—8. PMID 7714085. doi:10.1210/jc.80.4.1162.
- Kremer H; Kraaij R; Toledo SP;  . (1995). „Male pseudohermaphroditism due to a homozygous missense mutation of the luteinizing hormone receptor gene.”. Nat. Genet. 9 (2): 160—4. PMID 7719343. doi:10.1038/ng0295-160.
- Kosugi S; Van Dop C; Geffner ME;  . (1995). „Characterization of heterogeneous mutations causing constitutive activation of the luteinizing hormone receptor in familial male precocious puberty.”. Hum. Mol. Genet. 4 (2): 183—8. PMID 7757065. doi:10.1093/hmg/4.2.183.
- Kremer H; Mariman E; Otten BJ;  . (1994). „Cosegregation of missense mutations of the luteinizing hormone receptor gene with familial male-limited precocious puberty.”. Hum. Mol. Genet. 2 (11): 1779—83. PMID 8281137. doi:10.1093/hmg/2.11.1779.

## Spoljašnje veze
- „Glycoprotein Hormone Receptors: LH”. IUPHAR Database of Receptors and Ion Channels. International Union of Basic and Clinical Pharmacology. Архивирано из оригинала 18. 01. 2021. г.
- GRIS: Glycoprotein-hormone Receptor Information System
- LH-hCG+Receptors на 